# مظاهرات جامعة واشنطن المؤيدة لفلسطين 2024
بدأ طلاب جامعة واشنطن في عام 2024، احتجاجًا على الحرب في غزة والإبادة الجماعية ضد الفلسطينيين من قبل جيش الدفاع الاسرائلي، خيّم الطلاب في حرم جامعة واشنطن في سياتل، واشنطن.   